# Movita Castaneda
Movita, właśc. Maria Luisa Castaneda (ur. 12 kwietnia 1916 w Nogales w stanie Arizona, zm. 12 lutego 2015 w Los Angeles) – amerykańska aktorka filmowa pochodzenia meksykańskiego, wystąpiła jako Tehani w Buncie na Bounty (1935).

## Życiorys
Była drugą żoną aktora Marlona Brando (w latach 1960−1962), z którym miała dwoje dzieci; syna Miko (ur. 1961) i córkę Rebeccę (ur. 1966). Para rozwiodła się w 1962, gdy Brando nawiązał romans z Taritą Teriipia w czasie zdjęć do filmu Bunt na Bounty (wersja z 1962).

## Filmografia
- Karioka (1933) jako śpiewająca tancerka
- Bunt na Bounty (1935) jako Tehani
- Kapitan Calamity (1936) jako Annana
- Huragan (1937) jako Arai
- Fort Apache (1948) jako Guadalupe
- Droga do San Juan (1950) jako młoda Indianka Navajo
- Kim (1950) jako kobieta z dzieckiem
- Jedź, kowboju (1953) jako lafirynda
- Żona moich marzeń (1953) jako Rima
- Knots Landing (1979-93; serial TV) jako Ana (wystąpiła w 14 odcinkach z lat 1987-89)